# Regeringen Tulenheimo
Regeringen Tulenheimo var det självständiga Finlands tolfte regering bestående av Samlingspartiet och Agrarförbundet. Regeringen var en borgerlig minoritetsregering med fyra opolitiska fackministrar. Statsminister Antti Tulenheimo var Samlingspartiets partiordförande mellan 1921 och 1925. Ministären regerade från 31 mars 1925 till 31 december 1925. Tulenheimo avgick efter att Finlands riksdag inte gick med på att bevilja sådana anslag för marinen som regeringen hade föreslagit.
| Titel                                                     | Minister | Minister           | Tillträde    | Frånträde        | Parti           |
| --------------------------------------------------------- | -------- | ------------------ | ------------ | ---------------- | --------------- |
| Statsminister                                             |          | Antti Tulenheimo   | 31 mars 1925 | 31 december 1925 | Samlingspartiet |
| Utrikesminister                                           |          | K.G. Idman         | 31 mars 1925 | 31 december 1925 | Partilös        |
| Justitieminister                                          |          | Frans Oskar Lilius | 31 mars 1925 | 31 december 1925 | Partilös        |
| Inrikesminister                                           |          | Matti Aura         | 31 mars 1925 | 31 december 1925 | Partilös        |
| Försvarsminister                                          |          | Aleksander Lampén  | 31 mars 1925 | 31 december 1925 | Samlingspartiet |
| Finansminister                                            |          | Hugo Relander      | 31 mars 1925 | 31 december 1925 | Partilös        |
| Undervisningsminister                                     |          | E.N. Setälä        | 31 mars 1925 | 31 december 1925 | Samlingspartiet |
| Jordbruksminister                                         |          | J.E. Sunila        | 31 mars 1925 | 31 december 1925 | Agrarförbundet  |
| Biträdande jordbruksminister                              |          | Vihtori Vesterinen | 31 mars 1925 | 31 december 1925 | Agrarförbundet  |
| Minister för kommunikationsväsendet och allmänna arbetena |          | Kyösti Kallio      | 31 mars 1925 | 31 december 1925 | Agrarförbundet  |
| Handels- och industriminister                             |          | Yrjö Pulkkinen     | 31 mars 1925 | 31 december 1925 | Samlingspartiet |
| Socialminister                                            |          | Vilkku Joukahainen | 31 mars 1925 | 31 december 1925 | Agrarförbundet  |
| Minister utan portfölj                                    |          | Kalle Lohi         | 31 mars 1925 | 31 december 1925 | Agrarförbundet  |

## Fotnoter
1. ↑  Tulenheimo, Antti. Uppslagsverket Finland. Schildts. Läst 29 juli 2011.
2. ↑  Antti Tulenheimo Arkiverad 21 september 2004 hämtat från the Wayback Machine.. YLE. (finska)
3. ↑  12. Tulenheimo Arkiverad 2 april 2012 hämtat från the Wayback Machine. Statsrådet (finska)